# Robert Fortet
Robert Fortet (Boulazac, 1 de maio de 1912 — Paris, 3 de julho de 1998) foi um matemático francês.